# Tafelen
Tafelen (ook: toefelen of toffelen) is een volksgebruik dat vooral in Noord-Brabant voorkwam.
De naam is afkomstig van het in de provincies Noord-Brabant en Antwerpen voorkomende woord toefelen: een pak slaag geven.
Oorspronkelijk was het een vorm van volksgericht: een strafmaatregel die werd opgelegd wanneer de buurt in opspraak werd gebracht. Dit kon plaatsvinden als er regelmatig echtelijke ruzies voorkwamen, maar vooral als een verloving voortijdig werd afgebroken door een van beide partijen.
In de meer primitieve vorm bestond het uit het kort en klein slaan van het interieur van de betrokkene, het besmeuren van de woning en het maken van ketelmuziek. Later bestond het vooral uit het barricaderen van de deuren met landbouwgereedschappen en -karren.
In Noordoost-Nederland heette het gebruik: zoorholt brengen. Men bracht een verdorde boom naar een minnaar of minnares die een relatie had met een getrouwde vrouw of man. Ook het barricaderen kwam daar voor.
Tegen het tafelen werd opgetreden door de wereldlijke overheid, terwijl ook het geestelijk gezag hiertegen streng fulmineerde.
Het gebruik heeft niettemin nog voortbestaan tot in de jaren 50 van de 20e eeuw.